# 太田磨理
太田 磨理（おおた まり、11月4日 - ）は、NHK津放送局の契約キャスター。

## 来歴
三重県津市出身。セントヨゼフ女子学園高等学校・中学校、南山大学卒業。2009年にNHK津放送局に入局。2014年よりNHK大津放送局に移動した。　
2020年度一杯で大津局を退局　2021年度から8年ぶりに津局に復帰した

## 人物
ニュースの解説・リポート力には定評があり、視聴者からの人気も高い。
三重県出身でNHKの津放送局で5年間アナウンサーとリポートをしていた。2021年3月時点で津放送局にて5年、大津放送局にて7年の通算12年の実績となった。通常、NHKの契約キャスターは一年更新であり、同一局では最大3年までの任期である。そのため、NHK正職員のキャスターを除けば異例のキャリアと年数を誇る。
また、戦国時代が好きなこともありNHK入局前より大河ドラマに精通している。
NHK入局後は伊賀忍者にも興味を持ち足繁く伊賀に通った過去がある。また大津放送局に移動してからは甲賀忍者にも興味を持ち取材の中で甲賀流忍者検定初級を獲得している。
クラシックバレエを2才から習っており、ピアノ、フェンシング、剣道、スキーが得意。特にノルディック競技ファンで、クロスカントリーの練習中、五輪金メダリストの河野孝典に追い抜かれた経験がある。
アナウンサーになる以前は高校で英語教師をしていた。

## 現在の担当番組
- まるっと!みえ（2021年3月29日‐【2022年度は隔週、2023年度は大橋和綺、高橋美帆と2週おきのローテーション】）
- おうみ845

## 過去の担当番組

### 津放送局（1回目）時代
- ほっとイブニングみえ（2009‐2013年度【2009年度‐2012年度はリポーター、2013年度はキャスター】

### 大津放送局時代
- おうみ発630
- おうみ845